# Energietechnik
Die Energietechnik ist eine Ingenieurwissenschaft, die sich interdisziplinär mit dem Thema Energie befasst. Hauptinhalte sind die Technologien zur effizienten, sicheren, umweltschonenden und wirtschaftlichen Gewinnung, Umwandlung, Transport, Speicherung und Nutzung von Energie in all ihren Formen. Im Mittelpunkt steht dabei das Bestreben, eine hohe Ausbeute an Nutzenergie zu erreichen, d. h. den Wirkungsgrad zu maximieren und gleichzeitig die negativen Begleiterscheinungen auf Mensch, Natur und Umwelt zu minimieren.
Aufgrund der überragenden Bedeutung, die Energie für den Menschen und seine Umwelt hat, kommt auch der Energietechnik hohe Bedeutung zu. Die Nutzung der knappen Ressourcen für die Energienutzung war und ist oft Grund für politische Konflikte oder gar Kriege. Die Ausbeutung dieser Ressourcen hat negative Konsequenzen für Umwelt und Natur, von lokaler Störung von Ökosystemen bis hin zum globalen Klimawandel. Die Energietechnik ist daher eng verzahnt mit der Energiewirtschaft, der Energiepolitik und dem Umweltschutz.

## Abgrenzung zu Nachbargebieten
Als interdisziplinäre Wissenschaft ist die Energietechnik u. a. mit den folgenden benachbarten Fachgebieten eng verbunden:
- Physik (physikalische Grundlagen, Thermodynamik und Kernphysik)
- Chemie (Brennstoffe, Verbrennung und Techniken der Luftreinhaltung und Rauchgasreinigung, bei Batterien und Brennstoffzellen)
- Elektrotechnik (elektrische Energietechnik)
- Maschinenbau bei den energietechnischen Maschinen, insbesondere Fluidenergiemaschinen (Verbrennungsmaschinen, Turbinen, Pumpen und Verdichter)
- Verfahrenstechnik (Verfahren und Apparate, insbesondere Feuerungen)
- Geowissenschaften (Erdwärmenutzung (Geothermie))
- Bergbau, Montanwesen, Petrochemie (fossile Brennstoffe: Kohle, Erdöl, Erdgas …)
- Land- und Forstwirtschaft (biogene Brennstoffe und nachwachsende Energierohstoffe)
- Meteorologie (Windenergie und Solarenergie)
- Wasserwirtschaft und Wasserbau (Nutzung der Wasserkraft)
- Abfallwirtschaft und Entsorgungswirtschaft (energetische Reststoffnutzung)
- Verkehrswesen (energiesparende Verkehrsmittelantriebe)
- Umwelttechnik, Umweltschutz, Naturschutz, Klimaschutz (Minderung der negativen Begleiterscheinungen der Energietechnik auf die Umwelt)

## Fachgebiete der Energietechnik
Die Energietechnik kann grob in die folgenden Fachgebiete unterteilt werden, wobei die Grenzen häufig nicht scharf zu ziehen sind:

### Kraftwerkstechnik

Aufbau eines Dampfkraftwerkes

Die Kraftwerkstechnik nimmt eine Sonderstellung innerhalb der Energietechnik ein, denn dieser Begriff ist recht unspezifisch und eher als Oberbegriff zu sehen. Allgemein wird unter Kraftwerkstechnik die gesamte Technik zur Stromerzeugung in jeder Art von Kraftwerk verstanden. Dies umfasst ein fast ebenso breites Feld wie die Energietechnik als Ganzes. Im spezielleren wird unter Kraftwerkstechnik traditionell die Technik von klassischen, befeuerten Dampfkraftwerken verstanden, mit Schwerpunkt auf Feuerung, Dampfkessel und Turbosatz. Auch dieses eingeschränktere Feld umfasst aber immer noch zahlreiche der unten genannten Fachgebiete.

### Elektrische Energietechnik

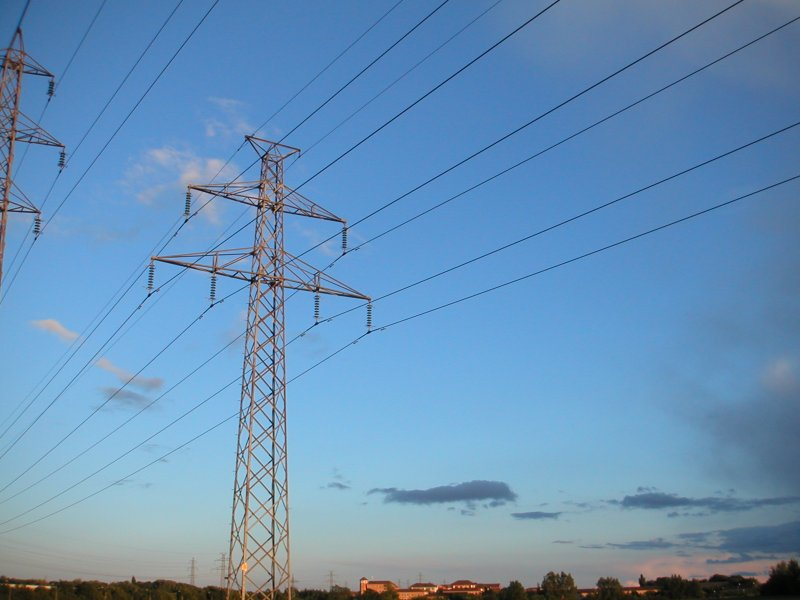
Hochspannungsleitungen für den Transport elektrischer Energie

Die elektrische Energietechnik ist ein relativ isoliertes Teilgebiet innerhalb der Energietechnik, das hauptsächlich von Seiten der Elektrotechnik abgedeckt wird. Die elektrische Energietechnik beschäftigt sich mit der Erzeugung und Nutzung von elektrischer Energie (umgangssprachlich Strom oder Elektrizität), sowie deren Umwandlung und Verteilung in Hochspannungsverbundnetzen.
Hauptinhalte sind (jeweils insbesondere für Hochspannung):
- Elektrische Maschinen (Generatoren, Elektromotoren und Transformatoren)
- Schaltanlagen, Umspannwerke und Trafostationen
- Elektrische Leitungen (Freileitungen und Kabel)
- Lastmanagement und Kraftwerkseinsatz in Verbundnetzen
- Leistungselektronik (Umrichter)
- Elektrowärme (Elektroheizung)

### Thermodynamik
Die Thermodynamik (Wärmelehre) behandelt die grundlegenden Gesetze der Energieumformung, nach denen die Energieverfahrenstechnik und der Fluidenergiemaschinenbau arbeiten. Diese theoretische Wissenschaft ist ein Teilgebiet der klassischen Physik.

### Energieverfahrenstechnik

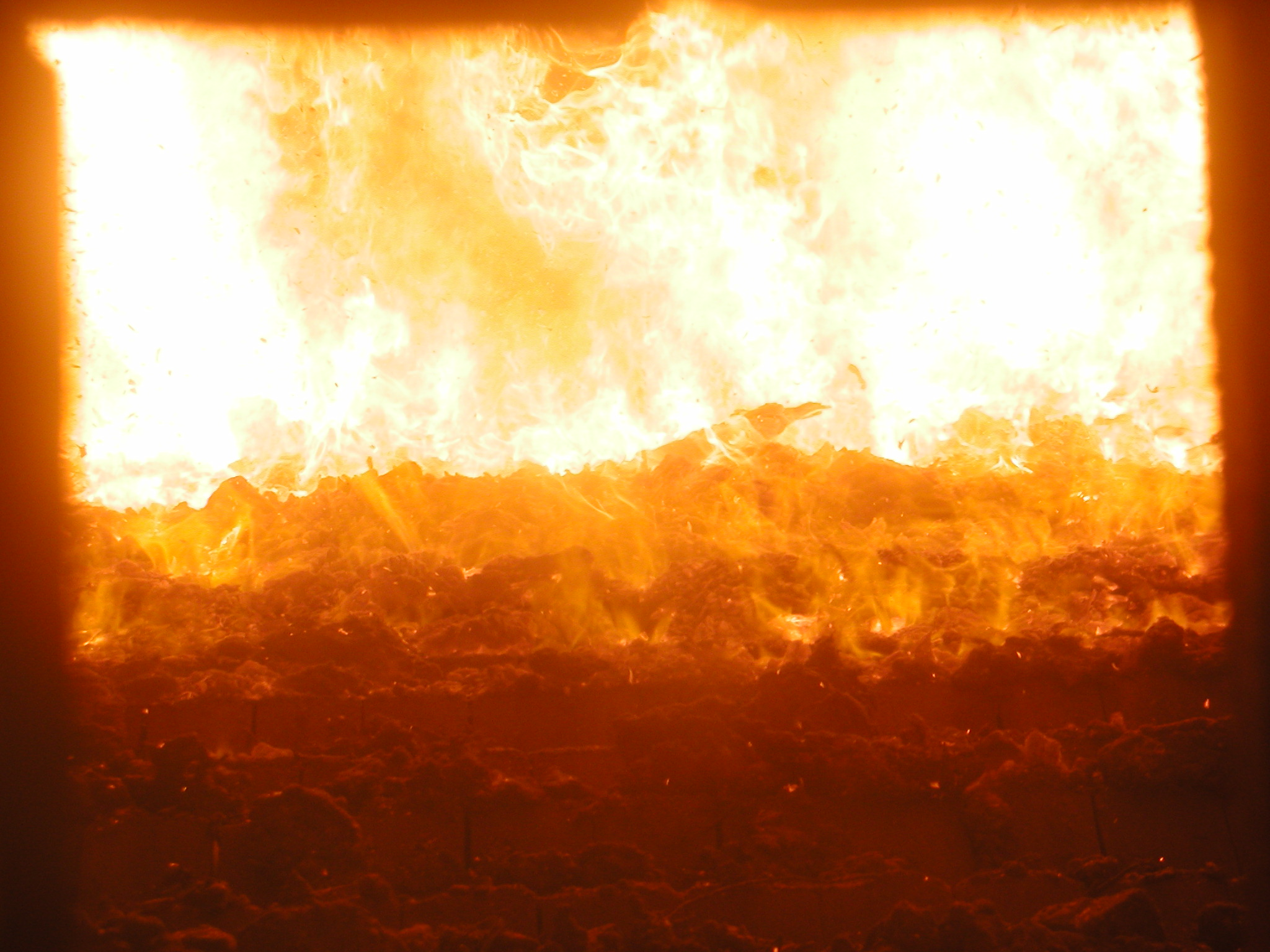
Rostfeuerung

Die Energieverfahrenstechnik ist ein Fachgebiet aus der Verfahrenstechnik, eng verzahnt mit der Chemie und der Umwelttechnik. Im Vordergrund stehen hier die thermischen und chemischen Prozesse der Energieumwandlung.
Wärmetechnik
Die Wärmetechnik behandelt im weitesten Sinne alle Prozesse rund um die Wärme: Ihre Gewinnung/Erzeugung, ihre Übertragung und ihre Nutzung. Dieser recht weit gefasste Begriff wird manchmal gleichgesetzt mit der Thermodynamik und auch als Oberbegriff der Energieverfahrenstechnik verwendet, der Feuerungstechnik etc. mit einschließt.
Feuerungstechnik
Die Feuerungstechnik behandelt Konstruktion, Betrieb und Optimierung von Feuerungen aller Art (Brenner, Rostfeuerungen, Wirbelschichtfeuerungen, Müllverbrennungsanlagen …) mit Blick auf den energetischen Wirkungsgrad, die schadstoffarme Verbrennung und die Betriebssicherheit.
Brennstofftechnik
Die Brennstofftechnik behandelt die Gewinnung, die mechanische, thermische und chemische Aufbereitung und Veredelung von Brennstoffen aller Art mit Blick auf eine wirtschaftliche und umweltschonende Verbrennung. Je nach Herkunft der Brennstoffe arbeitet die Verfahrenstechnik hier mit sehr unterschiedlichen Partnern: Bei den fossilen Brennstoffen mit Spezialisten aus Bergbau und Montanwesen; bei den biogenen Brennstoffen mit der Agrartechnik; bei der thermischen Nutzung von Reststoffen und Sekundärbrennstoffen mit der Entsorgungstechnik.
Abgasreinigungstechnik
Die Abgas- bzw. Rauchgasreinigungstechnik ist ein Fachgebiet, das sich zum Ziel gesetzt hat, die aus einer Verbrennung kommenden Abgase bzw. Rauchgase so weit wie möglich von Luftschadstoffe zu befreien. Hierbei werden verschiedene mechanische, thermische und chemische Reinigungsverfahren angewendet. Die Abgasreinigungstechnik ist ein klassisches Betätigungsfeld der Verfahrenstechnik und der Chemietechnik.
Kessel- und Energieapparatebau
Der energietechnische Kessel- und Apparatebau beschäftigt sich mit Auslegung, Konstruktion und Betrieb von Dampfkesseln und anderen wärmetechnischen Apparaten wie Wärmetauschern, Kondensatoren etc. In diesem Bereich fließen die Kenntnisse aus den Bereichen der Wärme- und Feuerungstechnik zusammen mit denen aus Konstruktionslehre, Technischer Mechanik (Festigkeits- und Druckbehälterberechnung) und Werkstoffkunde.
Gebäudeheiztechnik
Die Gebäudeheiztechnik ist ein Sondergebiet der Energietechnik innerhalb der Gebäudetechnik. Die behandelten Prozesse sind dabei grundsätzlich dieselben wie in den o. g. Fachgebieten (Wärmetechnik, Kesselbau …), jedoch eine Größendimension kleiner als in der großtechnisch-industriellen Anwendung, optimiert für den häuslichen Bereich.

### Energiemaschinenbau

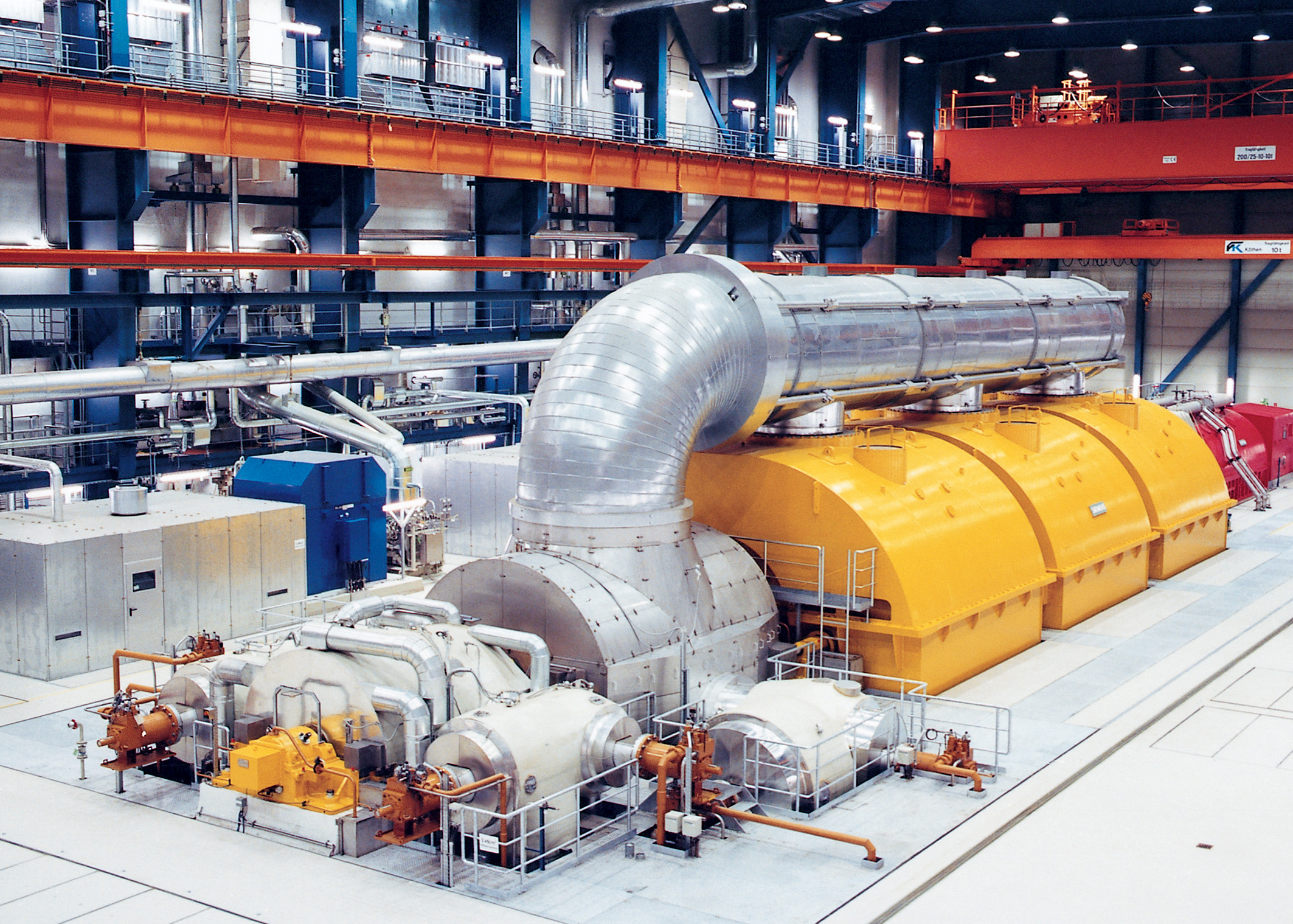
Dampfturbinen-Turbosatz

Der Energiemaschinenbau ist ein Fachgebiet des Maschinenbaus, das sich mit Auslegung, Konstruktion, Bau und Betrieb von Maschinen beschäftigt, die der Energiewandlung dienen. Dies sind vor allem die Fluidenergiemaschinen, also Verbrennungsmotoren, Turbinen, Pumpen, Gebläse etc. Aufgrund hoher thermischer und mechanischer Belastungen bei gleichzeitig hohen Anforderungen an die Betriebssicherheit gehören solche Maschinen zu den Herausforderungen für den Maschinenbau.
Strömungsmaschinenbau
Strömungsmaschinen sind sowohl als Kraftmaschine (Turbine) als auch als Arbeitsmaschine (Pumpe) außerordentlich bedeutsam für die Energietechnik. Dampf-, Gas-, Wasser- und Windturbinen erzeugen den Löwenanteil der weltweit erzeugten elektrischen Energie. Pumpen, Gebläse und Verdichter sind ebenfalls aus den meisten Kraftwerken nicht wegzudenken, sei es für die Zuführung von Verbrennungsluft zu einer Feuerung, als Speisewasserpumpe für einen Dampfkessel oder als Turboverdichter vor einer Gasturbine.
Motorenbau
Kolben-Verbrennungsmotoren sind als Antrieb für Verkehrsmittel aber auch für die Stromerzeugung in BHKWs und Stromaggregaten bedeutende Energiewandler.

### Kerntechnik

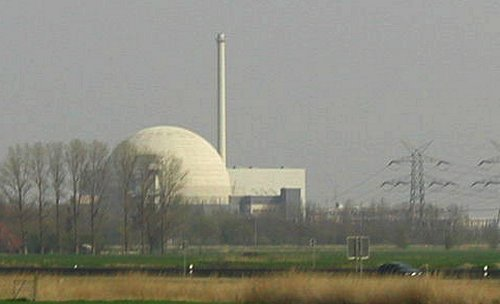
Kernkraftwerk Unterweser

Die Kerntechnik, auch Nukleartechnik genannt, beschäftigt sich mit den speziellen Technologien, die für die Energieerzeugung aus Kernenergie benötigt werden. Hierzu gehören vor allem die Reaktortechnik, die den Kernreaktor, das Herzstück eines jeden Kernkraftwerkes, behandelt, aber auch die sonstige, hochspezielle Technik eines solchen Kraftwerkes. Weiterhin zählen zur Nukleartechnik die Technologien für die Aufbereitung kerntechnischer Brennstoffe und für die Aufbereitung und Entsorgung radioaktiver Abfälle. Hierbei arbeitet die Energietechnik eng mit den Spezialisten aus Kernphysik, Kernchemie und Strahlenschutz zusammen.
In Deutschland ist diese Technik aufgrund politischer Diskussionen und angesichts des beschlossenen Atomausstieges ein vom Aussterben bedrohtes Fachgebiet; global gesehen jedoch von anhaltend hoher Bedeutung.
Ein Sondergebiet innerhalb der Kerntechnik ist die Kernfusion, ein Spezialgebiet der Kernphysik. In diese Technologie werden für die Zukunft hohe Erwartungen gesetzt; derzeit befindet sie sich aber noch im Forschungs- und Entwicklungsstadium.

### Nachhaltige Energietechnik
Vor allem wegen der in der Einleitung genannten besonderen Bedeutung der Energietechnik für Umwelt, Weltklima und die Zukunft der Menschheit besteht ein starkes Interesse an der Nutzung erneuerbarer Energiequellen, so dass sich dieser Zweig zu einem fast eigenständigen Fachgebiet entwickelt hat. Schaut man ins Detail, sieht man, dass die verschiedenen Varianten der erneuerbaren Energietechnik sehr unterschiedliche Technologien einsetzten und dass der Zweig somit ebenso inhomogen und breitgefächert ist wie die Energietechnik insgesamt:

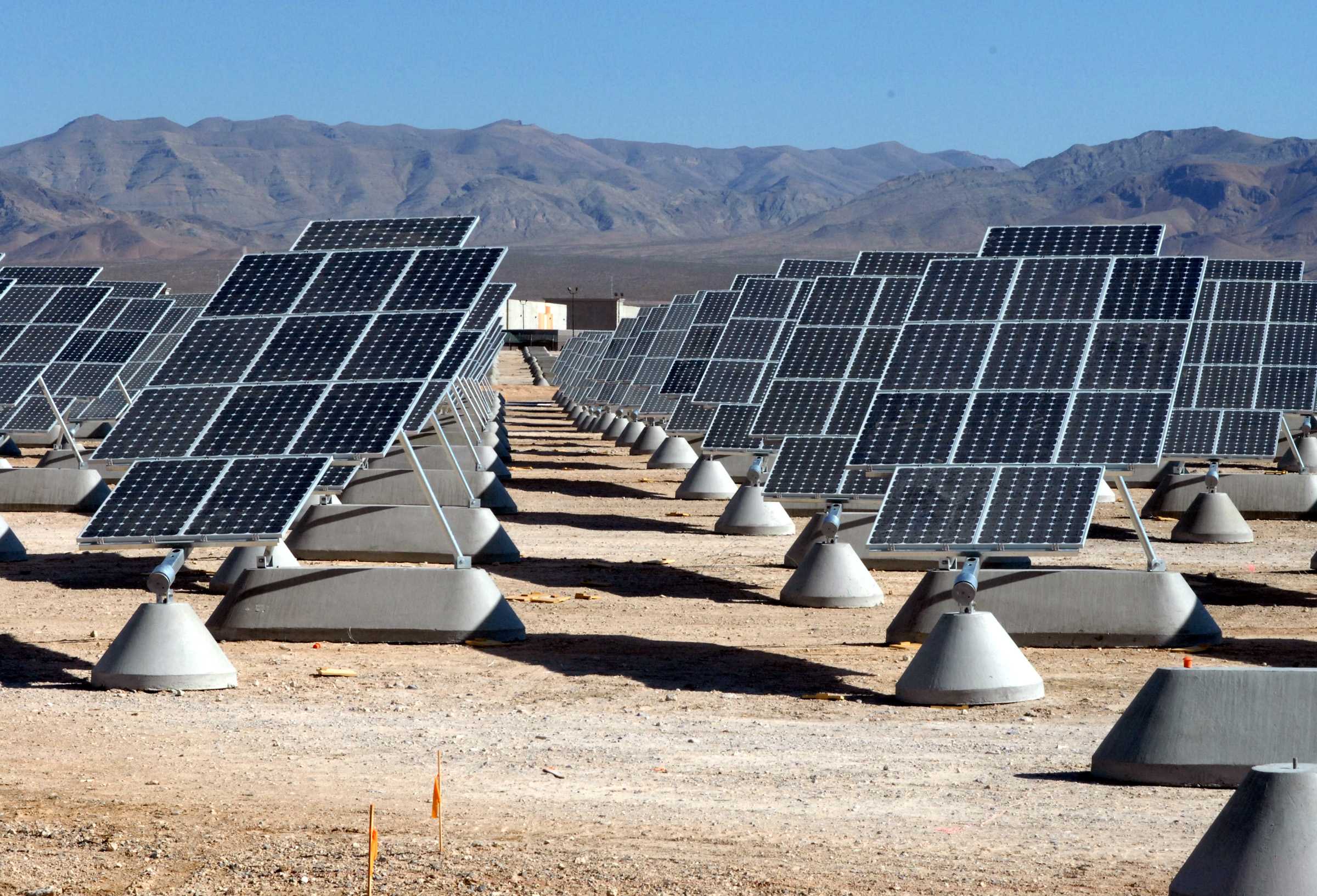
Photovoltaikkraftwerk

Solartechnik
Bei der Solartechnik, d. h. der Nutzung der Sonnenenergie wird grundsätzlich unterschieden in:
- Photovoltaik – Die direkte Stromerzeugung aus Sonnenstrahlung mittels Solarzellen, entweder dezentral oder in großen Photovoltaikkraftwerken. Diese Technologie wird bestimmt von der Halbleitertechnologie in Verbindung mit elektrischen Umrichtern der Elektrotechnik.
- Solarwärme – Nutzung von Sonnenwärme
  - Solarthermie – dezentrale Nutzung von Sonnenwärme mittels Solarkollektoren zur Gebäudeheizung als Teilgebiet der Haustechnik.
  - Sonnenwärmekraftwerkstechnik – Nutzung der Sonnenwärme in Kraftwerken zur Stromerzeugung

Bedeutung kommt im Zusammenhang mit der Photovoltaik der elektrolytischen Produktion von Wasserstoff aus Wasser im Rahmen der Wasserstofftechnik zu.
Windkraft
Windkraftanlagen nutzen die Energie atmosphärischer Strömungen. Eine solche Anlage entsteht aus der Zusammenarbeit von Stahlbau-/Bauingenieuren (Turmbauwerk), Aerodynamikern/Strömungsmechanikern (Flügel), Maschinenbauingenieuren (Getriebe, Lager etc.) und Elektrotechnikern (Generator, Leistungselektronik).
Geothermie
Geothermie ist die Nutzung von Erdwärme für Heizung und Stromerzeugung.
Wasserkraft

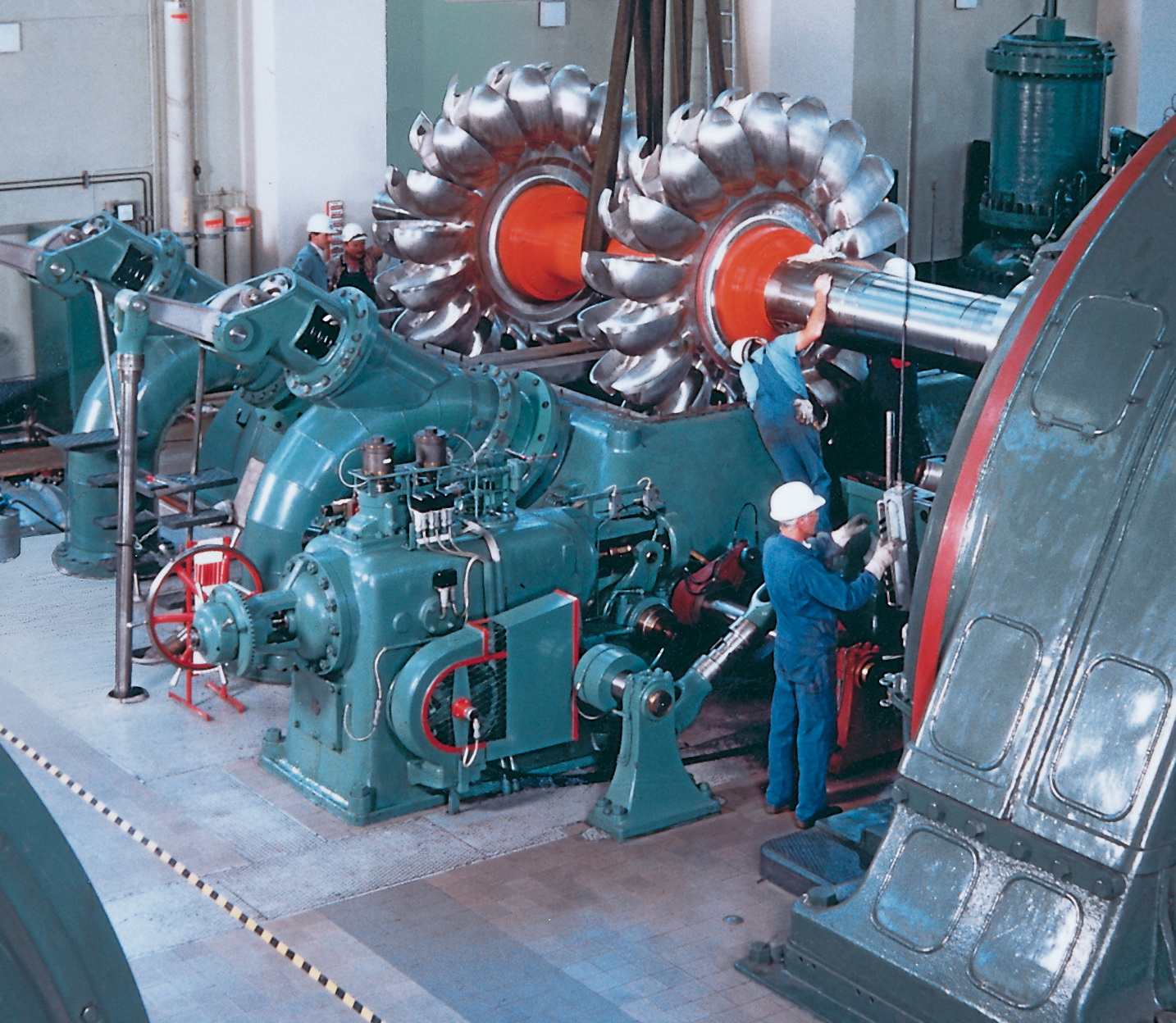
Montage von Pelton-Turbinen

Die Nutzung der Wasserkraft (klassische Wasserkraftwerke an gestauten Flüssen, Wellenkraftwerke, Gezeitenkraftwerke) ist vor allem eine Domäne des Bauingenieurwesens, genauer des Wasserbaus und des Küsteningenieurwesens, sowie der Hydrologie und Geologie. In diese Fachgebiete fällt die Errichtung der zumeist notwendigen Bauwerke (Kanäle, Stauwerke, Talsperren, Stollen …) zur Nutzbarmachung von Flüssen, Stauseen und Meeren.
Die Wasserturbine ist als Strömungsmaschine eine Komponente des Energiemaschinenbaus (siehe oben). Die elektrischen Generatoren für Wasserkraft, die aufgrund der geringen Drehzahl von Wasserturbinen eine Sonderbauform darstellen, kommen von den Elektromaschinenbauern.
Bioenergietechnik
Bioenergietechnik behandelt die Gewinnung, Veredelung und Nutzung von biogenen Brenn- und Kraftstoffen. Hierbei arbeiten die Erzeuger von Energiepflanzen und anderer Biomasse aus Biologie, Land- und Forstwirtschaft zusammen mit der konventionellen Brennstofftechnik (s. o.). Die Verbrennung erfolgt in Feuerungen und Verbrennungskraftmaschinen, die für den Einsatz biogener Brennstoffe angepasst wurden.
Ethanol und Methanol beziehungsweise der daraus gewonnene Wasserstoff können auch in Brennstoffzellen zur Stromerzeugung genutzt werden.

## Ausbildung und Studium
Da die Energietechnik ein weit gefächertes Gebiet ist, gibt es nur an wenigen Universitäten und Fachhochschulen integrierte Studiengänge, die das gesamte Feld abdecken. Stattdessen wird Energietechnik typischerweise als Vertiefungsrichtung innerhalb der angrenzenden Wissenschaften (Elektrotechnik, Maschinenbau, Verfahrenstechnik …) angeboten. Ähnliches gilt für Ausbildungsberufe im Bereich Energietechnik.
Informationen zu Studien- und Ausbildungsmöglichkeiten im Bereich Energietechnik bietet das BERUFENET und das KURSNET der Bundesagentur für Arbeit.